# Alsophila tryoniana
Alsophila tryoniana là một loài thực vật có mạch trong họ Cyatheaceae. Loài này được (Gastony) D.S. Conant mô tả khoa học đầu tiên năm 1983.